# Ritorno a Darkover
Ritorno a Darkover (Star of Danger) è un romanzo di fantascienza della scrittrice statunitense Marion Zimmer Bradley pubblicato per la prima volta nel 1965. È l'ultimo romanzo del Ciclo di Darkover che l'autrice scrisse negli anni sessanta, prima di cinque lunghi anni di silenzio dovuti proprio al tiepido apprezzamento ottenuto con tale opera.
In Italia la prima edizione è quella del 1993 edita da TEA su licenza della Longanesi.

## Trama
Il romanzo è una storia prettamente giovanile, quasi per ragazzi, e con protagonisti due giovani molto diversi fra di loro. Da una parte Larry Montray, un ragazzo terrestre scambiato per l'erede di Alton, e dall'altra l'erede di Alton stesso, Kennard Alton. Rapiti da un gruppo di banditi delle Città Aride, Kennard e Larry dovranno attraversare alcune delle zone più pericolose del pianeta Darkover, come la foresta Kahuenga, fino a scoprire gli antichi e magici abitanti del pianeta, i misteriosi chieri.

## Edizioni
- Marion Zimmer Bradley, Ritorno a Darkover, traduzione di Riccardo Valla, TEA, 1993,  pp. 234, cap. 14, ISBN 88-7819-375-5.